# دوك مكمان
دوك مكمان (بالإنجليزية: Doc McMahon) هو لاعب كرة قاعدة أمريكي، ولد في 19 ديسمبر 1886 في ووبرن في الولايات المتحدة، وتوفي بنفس المكان في 11 ديسمبر 1929.

## وصلات خارجية
- دوك مكمان على موقع دوري كرة القاعدة الرئيسي (الإنجليزية)
- دوك مكمان على موقعبيزبول رفرنس.كوم (الدوري الرئيسي) (الإنجليزية)
- دوك مكمان على موقعبيزبول رفرنس.كوم (الدوري الثانوي) (الإنجليزية)